# クイズやっとられま1000問
クイズマラソンやっとられま1000モンは、1993年8月28日、毎日放送開局記念日恒例の「MBS超ワイドまつり」として放送された生放送のクイズ番組。放送枠は12:00-17:30（330分）。その後、1996年8月31日12:00-17:30（330分）に第2弾「クイズマラソンつきおうてられま1000モン+45」を放送するも時間内に達成できず、そのリベンジとして1997年8月30日12:00-16:54（294分）に第3弾「クイズマラソンそんな無理1000モン」が放送された。

## 出演者

### 司会
- 角淳一(93年のみ)
- 板東英二(96年のみ)
- 野村啓司（97年のみ）
- 大桃美代子

### 解答者など
- 月亭八方
- 円広志
- やしきたかじん
- 桂きん枝
- 和泉修
- 赤井英和
- 横山ノック
- キダ・タロー

## ルール
生放送の時間内に1000問正解（「つきおうて~」は1045問）を目指す。達成すれば100万円獲得、それを正解数×1000円で分配。「つきおうて~」では1001問目からは1問1万円となっていて、達成できれば総額145万円を獲得。
50枚のパネルがあり、めくったジャンルの早押しクイズ（難易度は比較的簡単）に答える。
全てのジャンルは30問1セット、1問につき2人まで回答できる。
毎日放送のアナウンサー5人がスタンバイしていて、ジャンルごとに担当が決まっていた。その為同じアナウンサーが連続したり、特定のアナウンサーがいつまでたっても出ないこともあった。
「チャンス」をめくった場合は一問多答クイズが出題され、スタッフが「もう出ない」と判断するまで答えることができる。「チャンス」の効果はCMに入るか、正解数100問ごとの区切りに到達するまで続く。
正解数の累積が100問ごとに「休憩タイム」が挟まれる。
「やっとられま~」では正解数が990問になると司会者が出題、ジャンルは「千」。
「つきおうて~」では正解数が1000問になると司会者が出題、ここからは「1045問達成まであと何問」のカウントダウンの数字に因んだ問題を出題。
「そんな無理~」では時間内に1000問正解を達成したが、その後も時間の許す限りクイズを続け、さらに賞金を稼いだ。